# Jorósheve
Jorósheve (en ucraniano: Хорошеве; en ruso: Хорошево, romanizado: Jóroshevo) es un pueblo ucraniano perteneciente al óblast de Járkov. Situado en el noreste del país, es parte del raión de Járkov y parte del municipio (hromada) de Bezliúdivka.

## Geografía
Jorósheve está situado a orillas del río Udi, afluente del Donets, 22 km al sur de la ciudad de Járkov.  

## Historia
En el siglo XVI, entre los puestos de centinelas establecidos por el zar Iván IV el Terrible para protegerse contra los ataques de los nómadas esteparios, se destacan las fortalezas de Donetsk y Jorósheve en el río Udi. En el siglo XVIII, Jorósheve era la centésima ciudad del regimiento de Járkov.
El monasterio de Jorósheve se transformó en una pensión para ancianos y discapacitados en tiempos de la Unión Soviética.
En 1938 se le asignó el estatus de asentamiento de tipo urbano.
Durante la Segunda Guerra Mundial, Jorósheve estuvo ocupada por la Alemania nazi hasta finales de agosto de 1943.
En 2023, Jorósheve perdió el estatus de asentamiento de tipo urbano en la legislación ucraniana debido a la eliminación de este estatus administrativo.

## Demografía
La evolución de la población de Jorósheve entre 1914 y 2022 fue la siguiente:
| 1270                                                          | 7440 | 7764 | 8776 | 4867 | 9653 | 9693 | 4301 | 3984 |
| (Fuente: Cities & Towns of Ukraine y UKRAINE: Größere Städte) |      |      |      |      |      |      |      |      |

Según el censo de 2001, la lengua materna de la mayoría de los habitantes, el 85,91%, es el ucraniano; y del 13,79% es el ruso.

## Infraestructura

### Arquitectura, monumentos y lugares de interés
En el pueblo están las ruinas del monasterio de la Ascensión de Jorósheve, cuya construcción data de 1654.

### Transporte
El asentamiento tiene acceso por carretera a la autopista M18 que conecta Járkov con Dnipró y Zaporiyia. La estación de tren de Zhíjor se encuentra en Jorósheve y forma parte de la línea que conecta Járkov y Slóviansk vía Izium.